# Wagon couvert

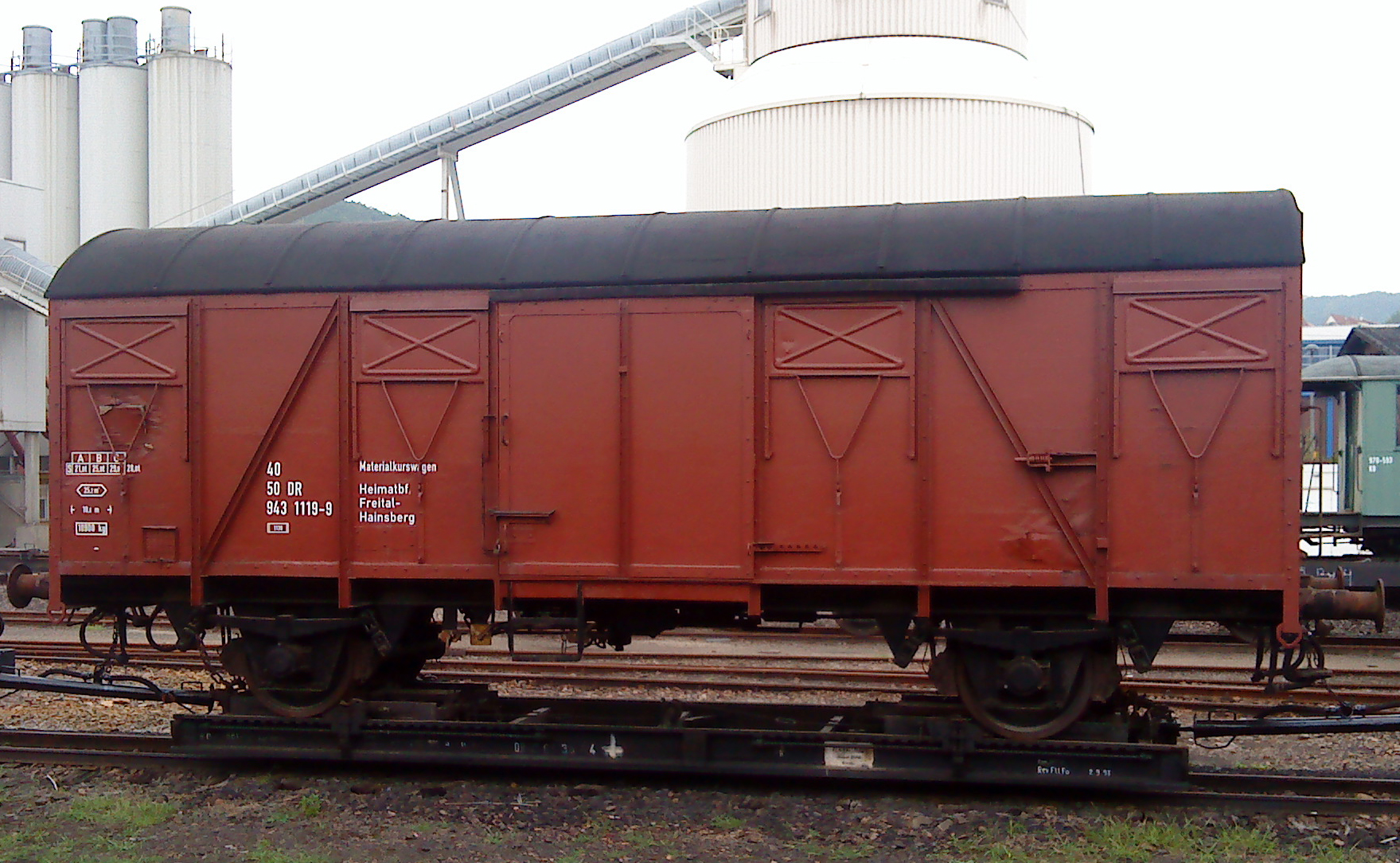
Wagon couvert de type G de la DR (années 1950) semblable au type 2 UIC mais avec des portes de seulement 1.80 m de large.

Un wagon couvert est un type de wagon ferroviaire constitué d'une caisse, généralement en bois, couverte d'un matériau étanche permettant de transporter des marchandises craignant l'eau ou d'une certaine fragilité. Dans certaines circonstances, ces wagons furent amenés à transporter des hommes. Afin de permettre chargements et déchargements, ce type de wagon comporte une ou deux portes de grande largeur par côté.
En Amérique du Nord, le wagon couvert est appelé boxcar (en) (« wagon-boîte »).

## Histoire

### En France

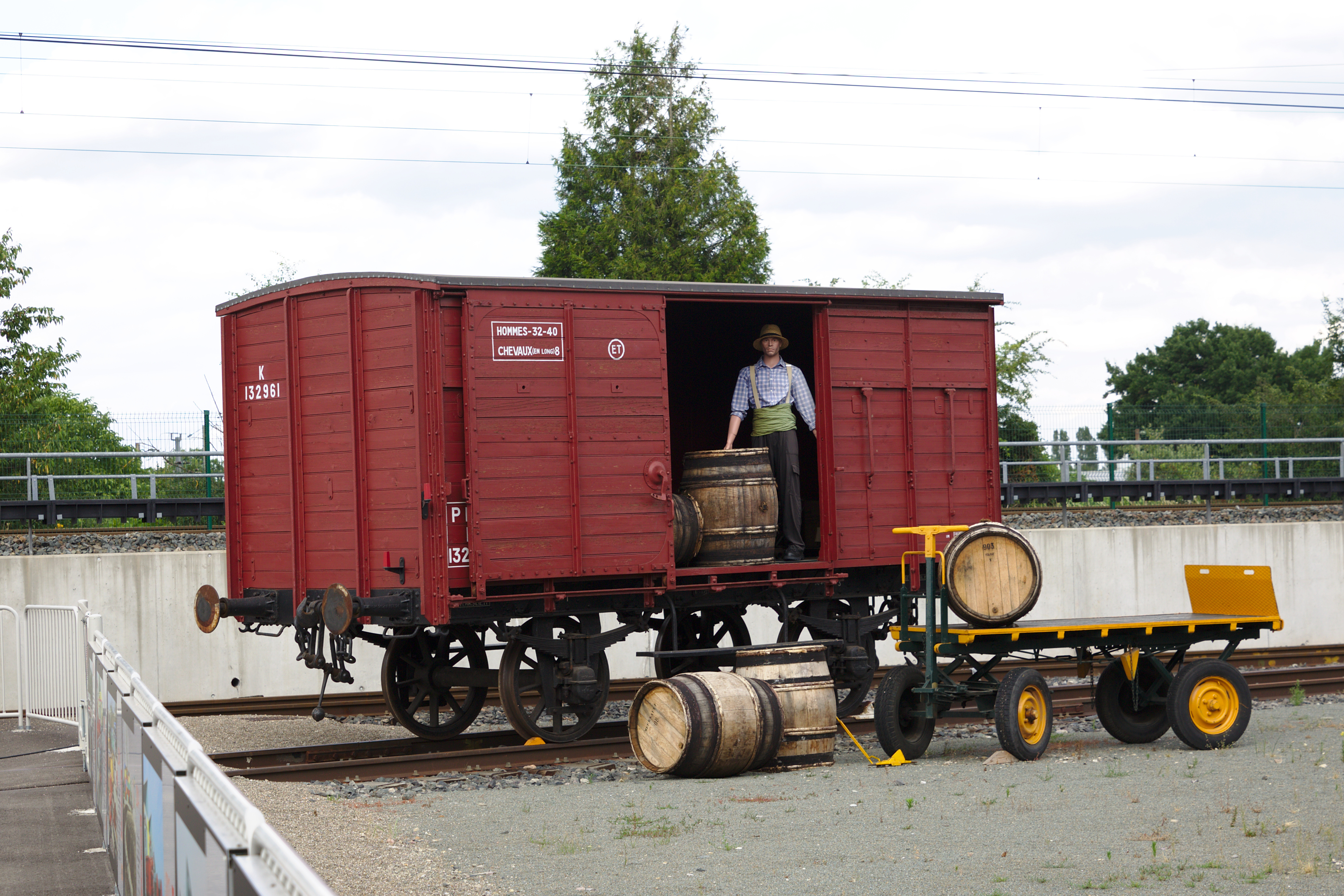
Wagon couvert PLM K 132961 à la Cité du train.

Les compagnies françaises ont décidé de limiter le nombre de wagons spéciaux, elles ont défini trois principaux types de ces derniers : couvert, plate-forme et à bords (tombereau à houille). Lors de l'Exposition universelle de 1867 à Paris, il n'est présenté qu'un type de wagon couvert. Deux types de wagons aux caractéristiques fondamentalement différentes cohabitent sur les réseaux. Pour l'un la caisse est indépendante du châssis et pour l'autre les deux éléments ne font qu'un.
Si les premiers wagons furent de petites longueurs et montés sur deux essieux (du fait de la longueur des plaques tournantes des gares), dès la fin de la Première Guerre mondiale arrivèrent en France des wagons de plus grande longueur et montés sur des bogies. Ce type de wagon se répandit et ils remplacèrent progressivement les couverts à essieux car il transportaient plus pour une tare proportionnellement plus faible. Les wagons à deux essieux restent cependant la majorité de ceux construits dans les années 1950 et certains sont encore mis en service sur le réseau de la SNCF en 1980.
Certains wagons couverts pouvant être intégrés à des trains dits de messageries, ils disposent d'un châssis roulant et des organes de freinage aptes à des vitesses pouvant aller jusqu'à 160 km/h. C'est le cas des wagons qui transportèrent pendant de nombreuses années les fruits et légumes du midi jusqu'aux halles parisiennes en formant le « Provence Express ».
De nombreux autres wagons qui ont assuré le service des colis (SERNAM) jusque dans les années 1980 étaient aptes aux 120 km/h.
Après la Première Guerre mondiale, tous les wagons couverts portèrent des inscriptions donnant leur capacité en hommes et en chevaux. Cette mesure concernait tous les wagons couverts, indiquant « hommes : 40, chevaux en long : 8 », ou moins lorsqu'il s'agissait de plus petits wagons sur les chemins de fer secondaires. Cette inscription est trop souvent associée à tort avec la déportation, alors qu'elle trouve son origine dans un usage militaire qui avait déjà cours depuis la Première Guerre, et même avant.
Pendant la Seconde Guerre mondiale, ces wagons à deux essieux et à caisse en bois, marqués : "Hommes : 40 ; chevaux : 8" équipés de huit volets d’aération rabattables sont devenus le douloureux symbole de la déportation. Dans certains convois les Allemands arrivaient à mettre jusqu'à 115-120 hommes par wagon. Les prisonniers restaient debout, pressés les uns contre les autres. Les prisonniers qui se connaissaient, s'organisaient à désigner un chef de wagon, ce qui permit de faire asseoir alternativement la moitié des hommes et d'approcher en cas de nécessité les malades de la petite lucarne grillagée de 80 × 50 cm, seule ouverture sur l'extérieur. Beaucoup ne résistent pas à la soif à l'asphyxie, au supplice de la promiscuité. Le 2 juillet 1944, 530 prisonniers sur 2162 décèdent dans ces wagons, pendant le transport vers l'Allemagne. (« train de la mort »)
Après la Seconde Guerre mondiale, un train de 49 de ces wagons remplis de cadeaux fut envoyé aux États-Unis pour exprimer la reconnaissance des provinces de France.

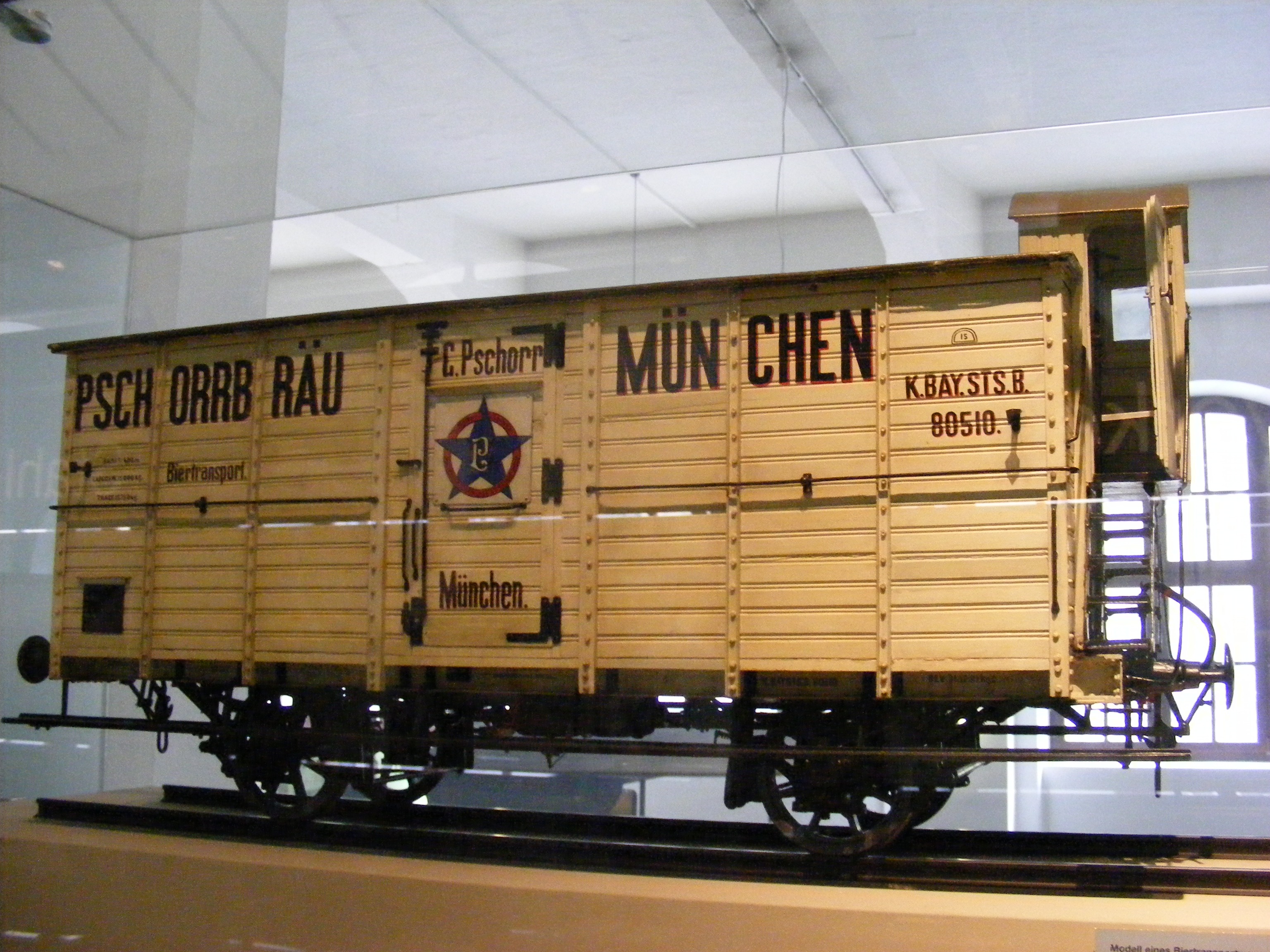
Ancien wagon couvert à guérite allemand.
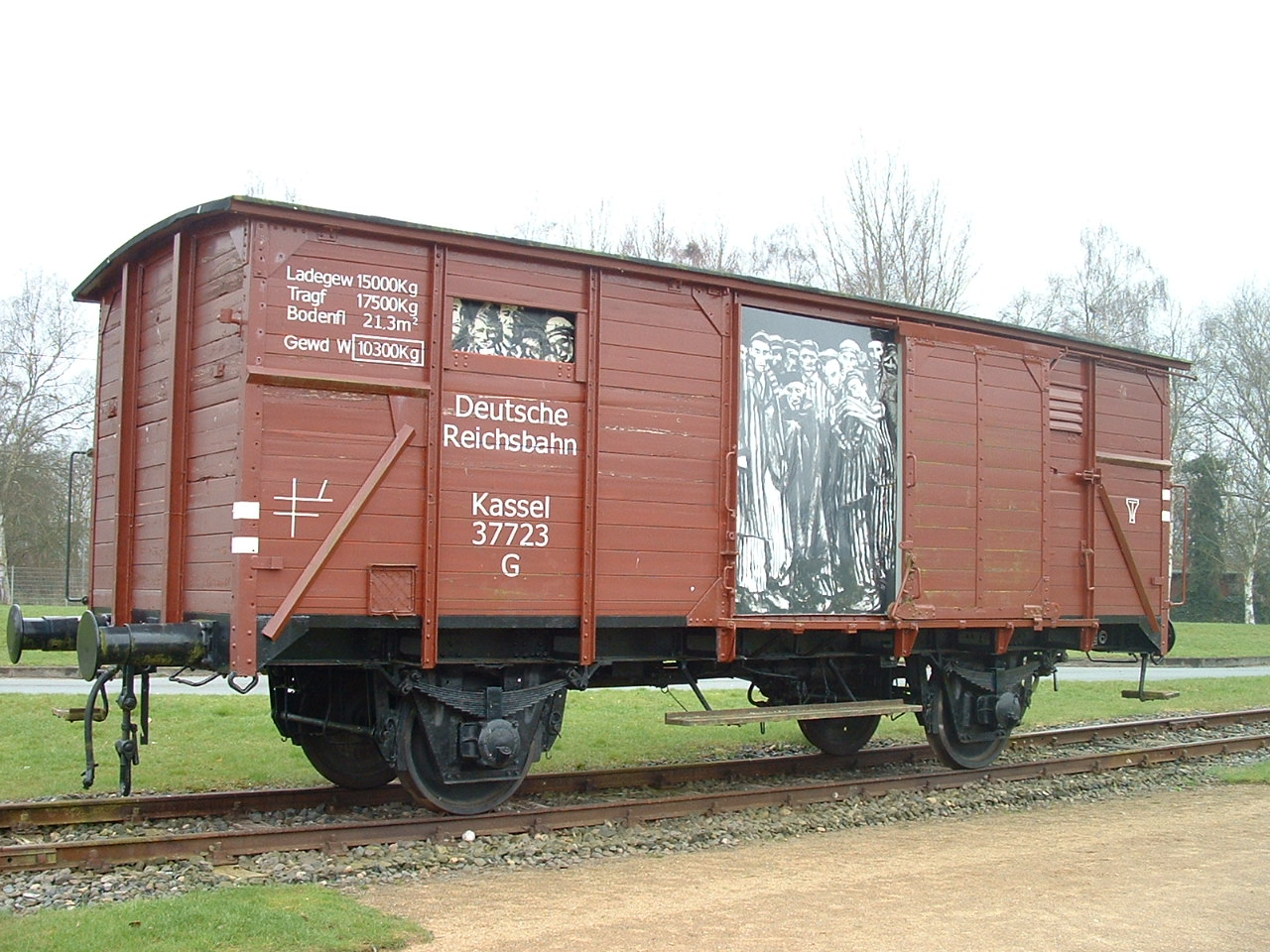
Wagon couvert de la DR impliqué dans le transport de déportés.
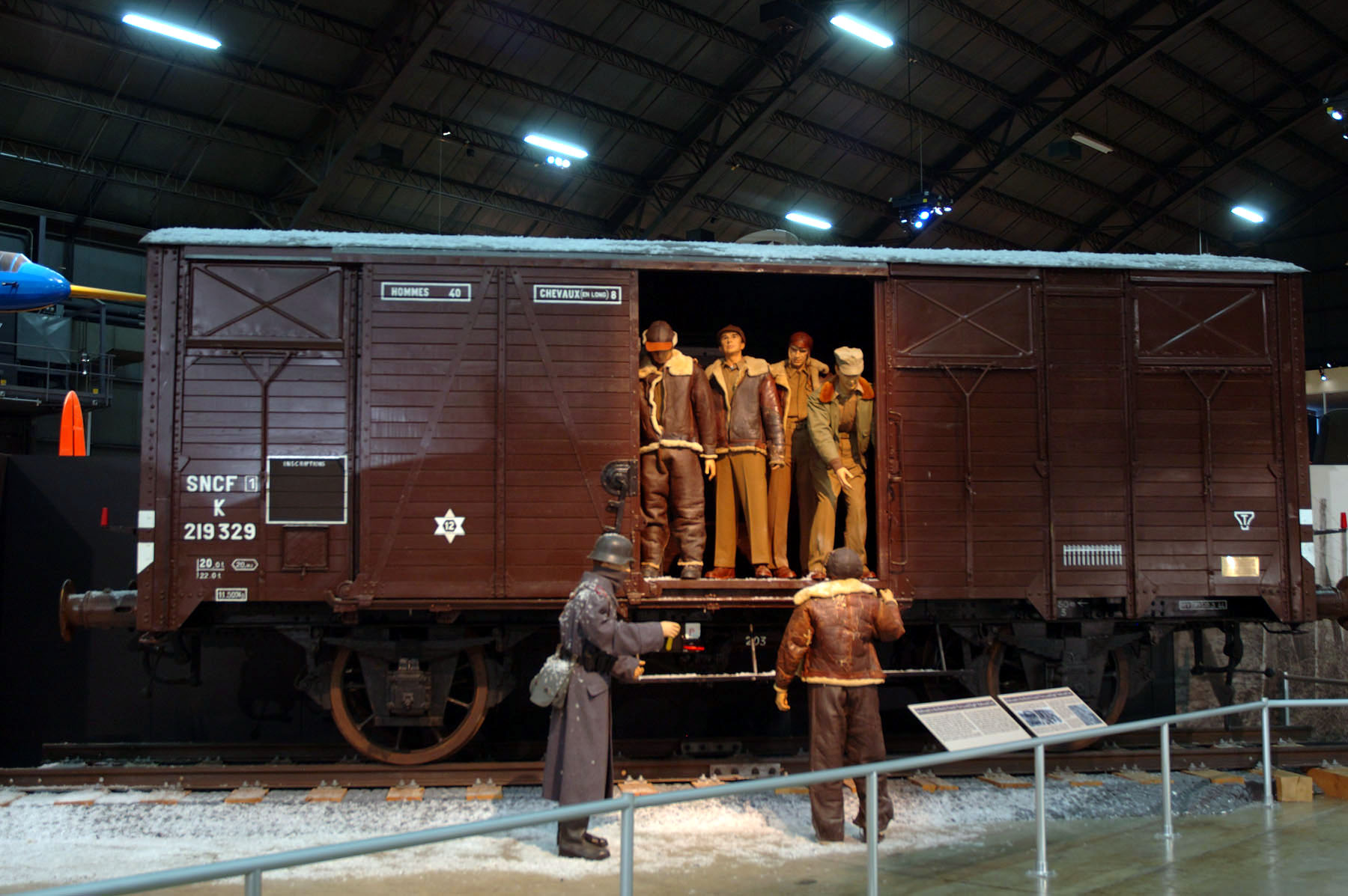
Wagon du Musée de DAYTON, Ohio -
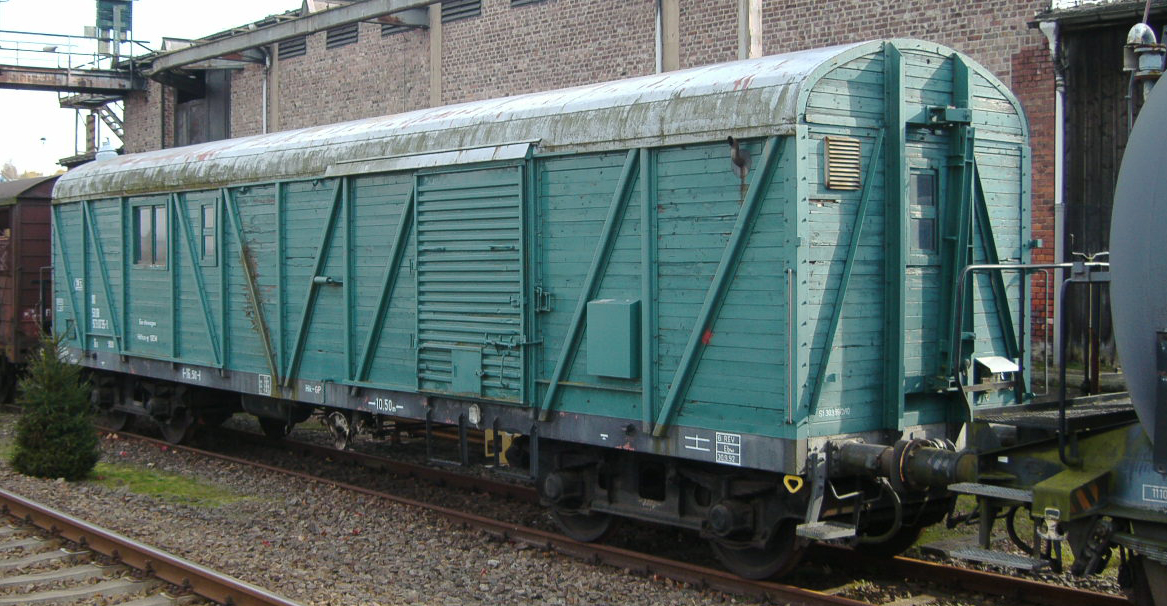
Wagon couvert à bogies de la DR.
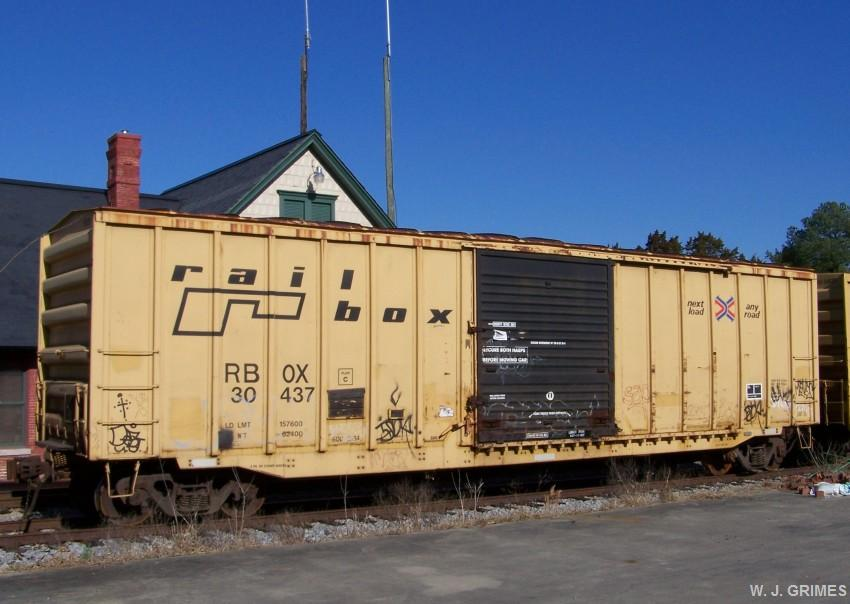
Boxcar au gabarit utilisé en Amérique du Nord.
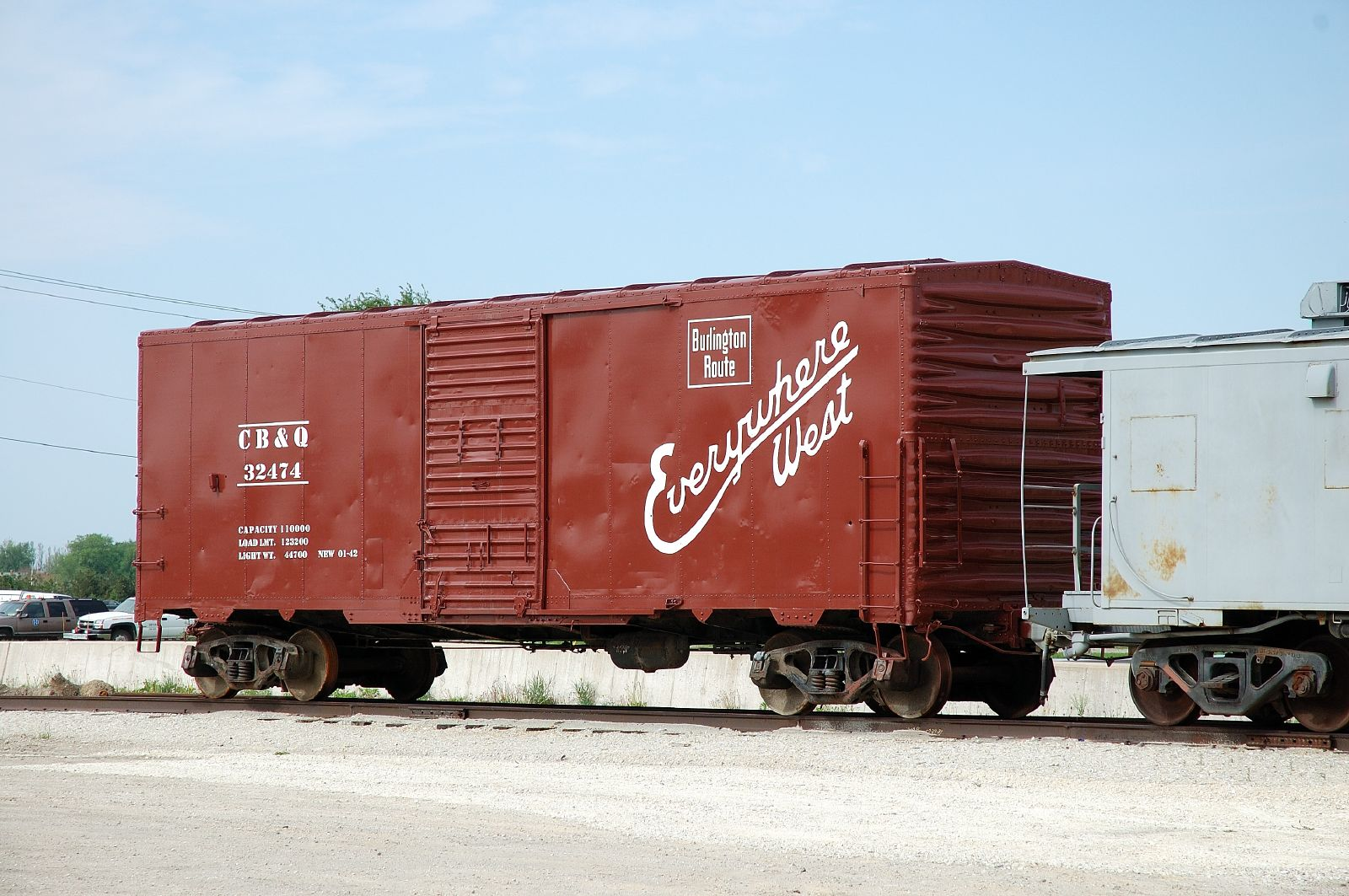
Rénovation d'un boxcar des années 1940 pour le musée de Galesburg, Illinois.

### Caractéristiques aujourd'hui
En France, les portes sont la plupart du temps coulissantes, sauf pour quelques wagons couverts anciens destinés au transport du bétail.
Concernant les toitures, il en existe deux « allures ». La première est bombée, c'est la forme d'origine des toitures en Europe ; la deuxième forme, à deux pentes, appelée toiture Murphy, est arrivée des États-Unis après la Première Guerre mondiale. Le matériau de toiture, peut être de la toile goudronnée, du bois enduit ou une feuille métallique.
Les wagons couverts comportent généralement des volets grillagés d'aération. Les wagons couverts classiques récents sont du type UIC-G.

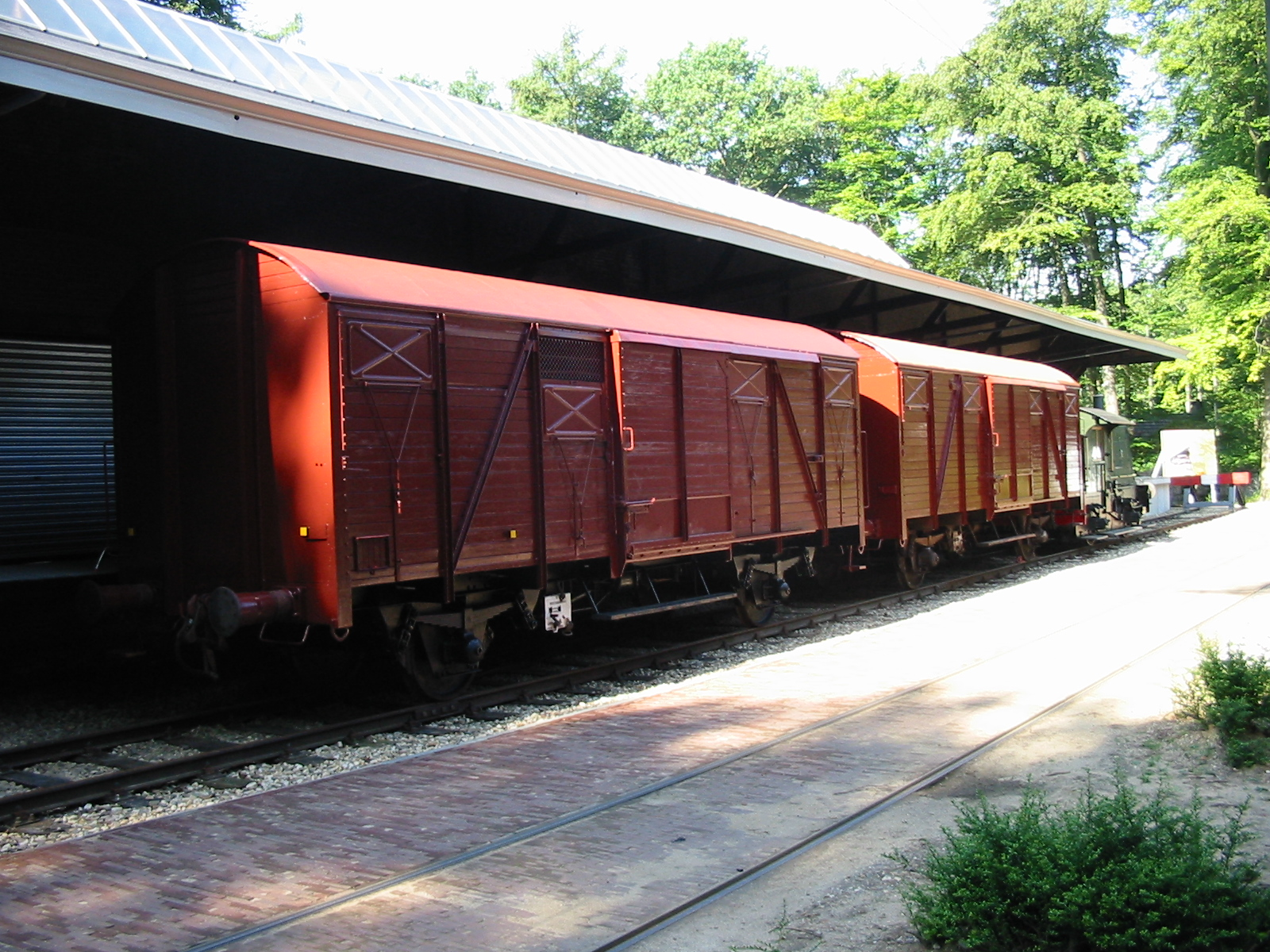
Wagons couverts néerlandais.
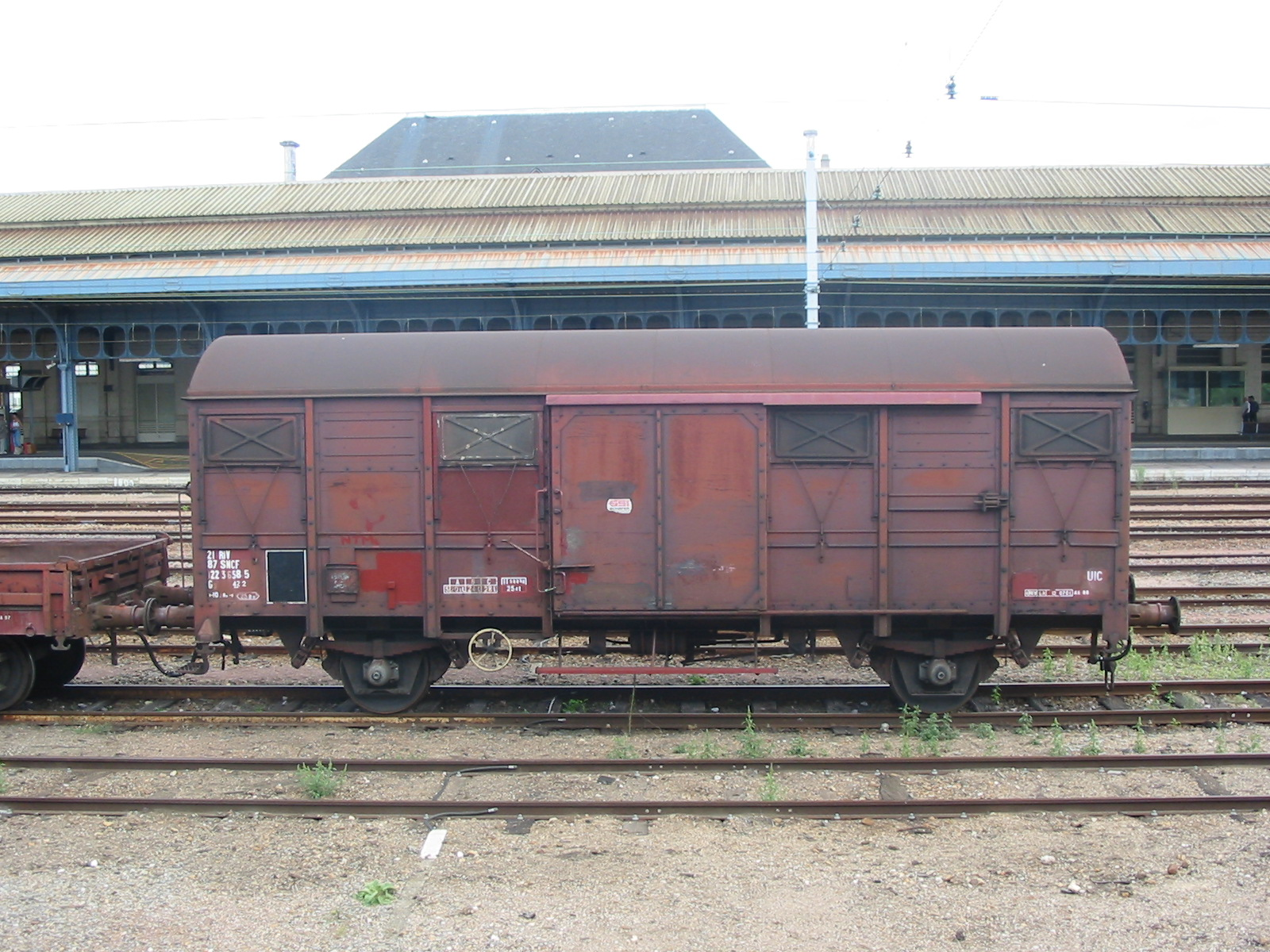
Wagon couvert SNCF à deux essieux du type G4.
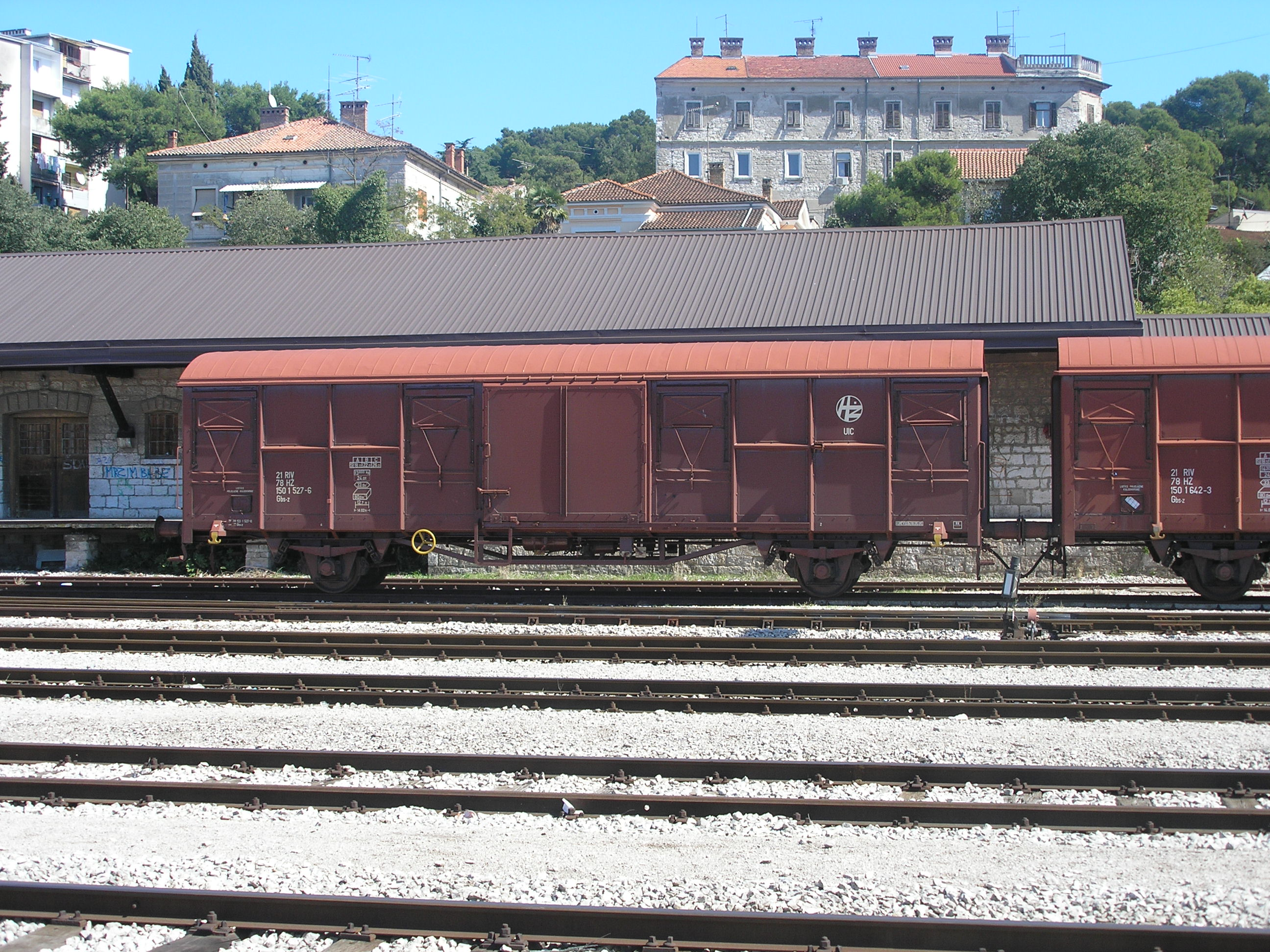
Wagon couvert Gbs-z des HŽ.
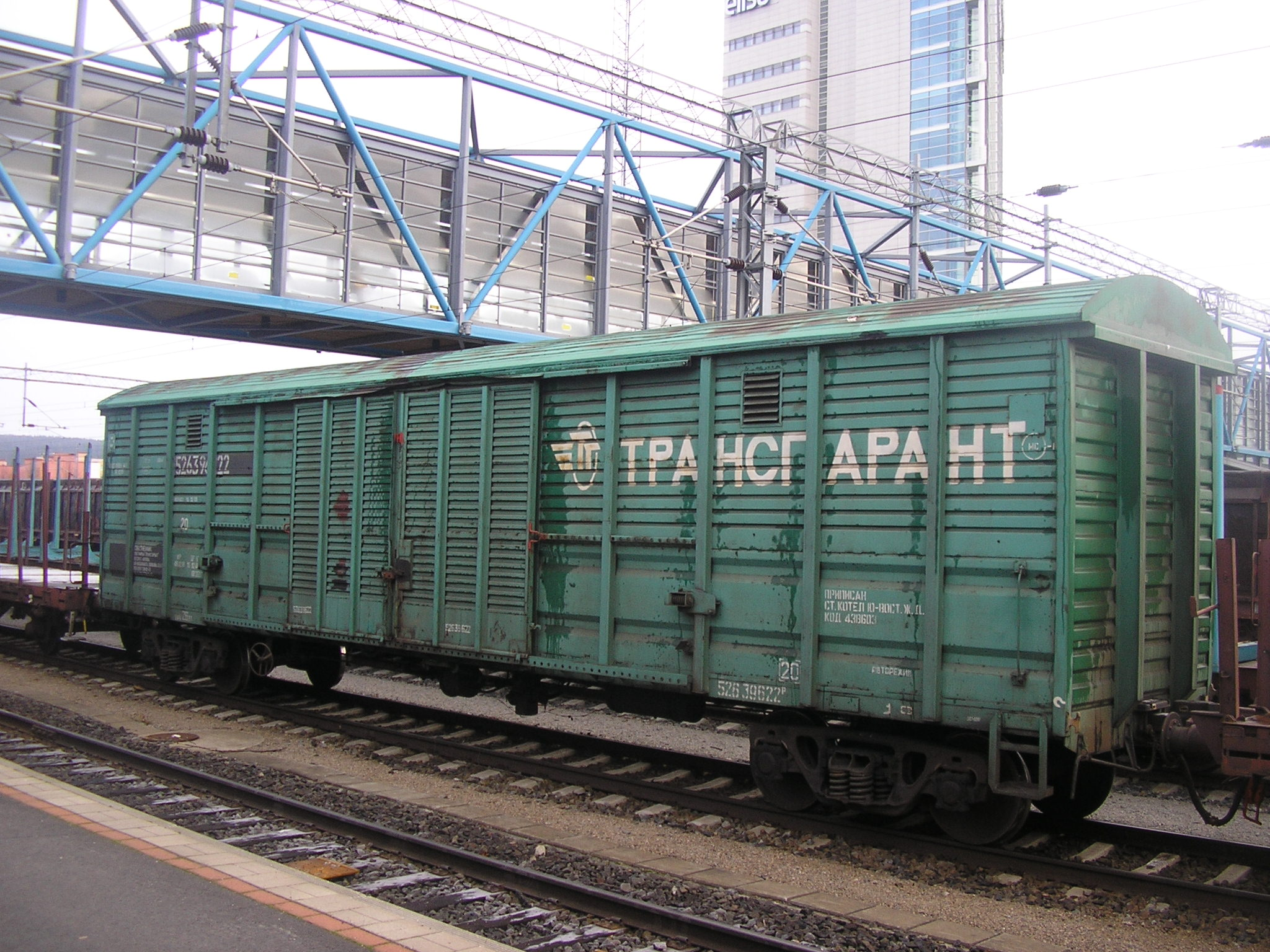
Wagon russe Transgarant en Finlande.

On distingue aujourd'hui des variantes (type UIC-H) à parois métalliques coulissantes ou bâchées permettant de faciliter le chargement, ces wagons étant mieux adaptés à la palettisation. Noter que des wagons à bâchage mécanique permettent de répondre au même besoin mais font partie des wagons plats. Ces deux derniers types ont majoritairement remplacé les wagons couverts classiques en service régulier.

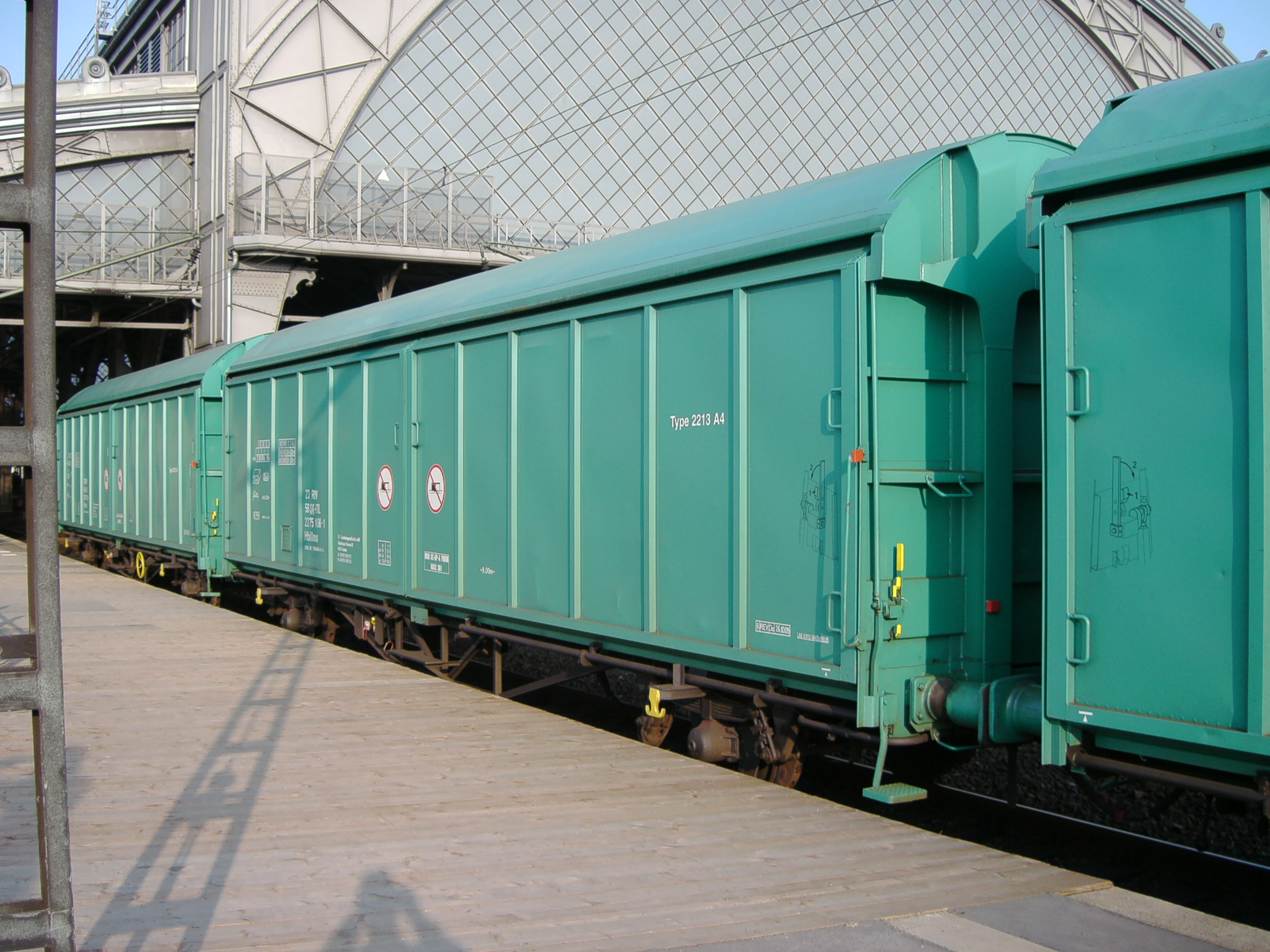
Wagon couvert Hbillns RIV slovaque à parois métalliques coulissantes.
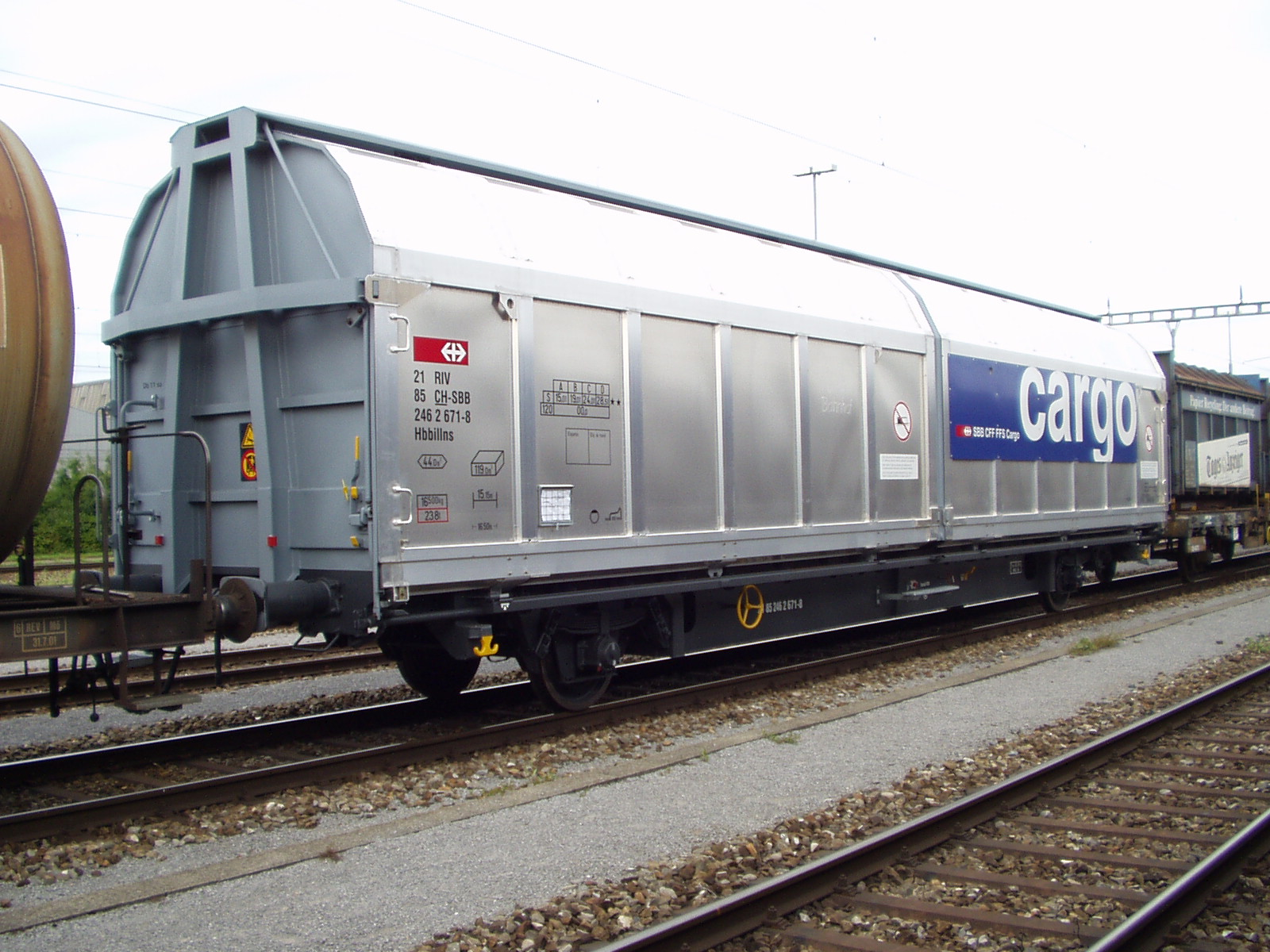
Wagon couvert Hbillns à parois métalliques coulissantes des CFF.
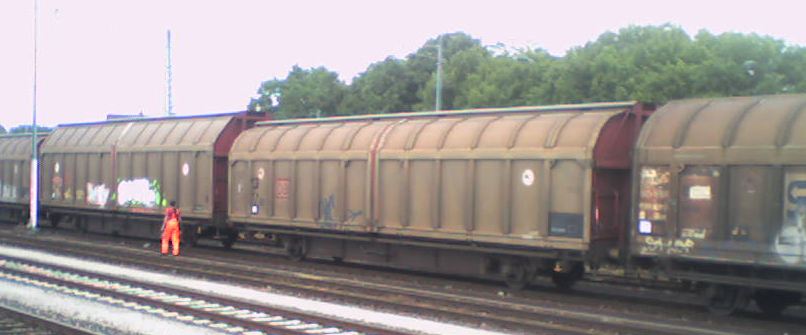
Wagons multi-écartement Hbbillns 310 (devant) et Hbbillns 311 (derrière) de la DB de 46,4 m2.
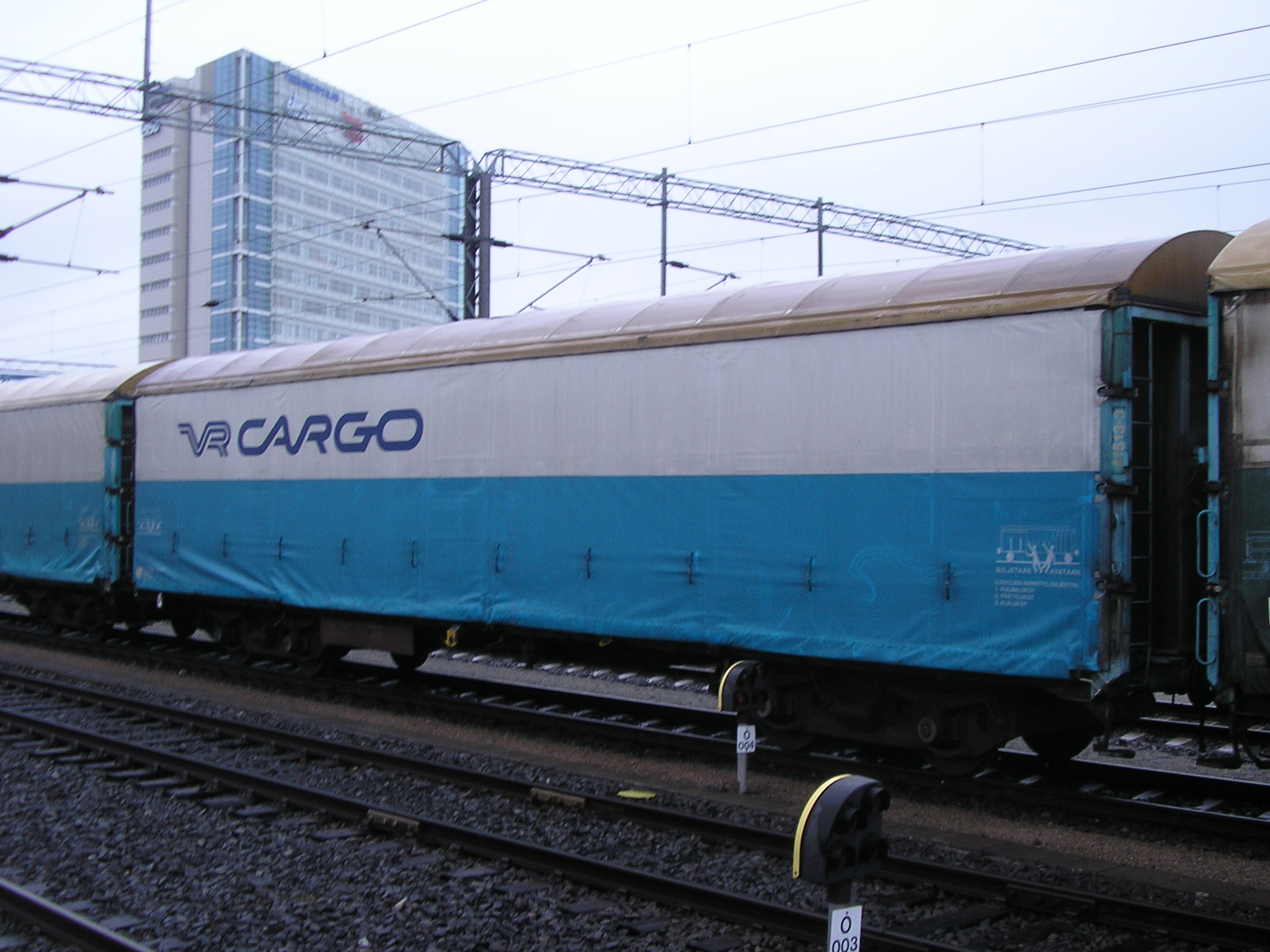
Wagons Hai à parois bachées.